# Фива (мифология)
Фива (др.-греч. Θήβη) — персонаж древнегреческой мифологии
Дочь бога реки Асопа и Метопы. Супруга Зефа. Её именем назван город Фивы По Пиндару, возлюбленная Зевса.
По другой версии, Фива считается дочерью Зевса и Иодамы и женой Огига.